# Alejandra Camargo Tanabe
Alejandra Camargo Tanabe (Cochabamba, 26 de julio de 1989) es una política boliviana, diputada plurinominal por la alianza Comunidad Ciudadana. Fue electa por el departamento de Cochabamba en las elecciones generales de 2020. Tras la fractura de Comunidad Ciudadana, forma parte del grupo parlamentario Bloque Dignidad.

## Formación académica
Alejandra Camargo es licenciada en Comunicación Social por la Universidad Mayor de San Simón (UMSS). Además, cuenta con varios diplomados:
- Diplomado en Investigación y Documentación Fotográfica por la Universidad de Buenos Aires (UBA).
- Diplomado en Ciencias Políticas con Enfoque de Género y Gestión Parlamentaria por el Centro de Estudios Superiores Universitarios (CESU).
- Diplomado en Educación Superior por Competencias por la Escuela Universitaria de Posgrado de la UMSS (EUPG-UMSS).
- Diplomado en Partidos Conectados y Competencias para el Liderazgo y Políticas Públicas por la Fundación Konrad Adenauer (KAS).

## Trayectoria política
Alejandra Camargo comenzó su vida política formando parte de la alianza Comunidad Ciudadana el año 2018, de la cual participó como candidata a diputada plurinominal por el departamento de Cochabamba en las elecciones presidenciales de 2020 con 31 años, siendo una de las candidatas más jóvenes de la región. Logró llegar al parlamento tras los resultados de esa elección, en la cual la alianza política que se presentó como opositora al Movimiento al Socialismo alcanzó un porcentaje de votos del 28,83 %.
A lo largo de su carrera parlamentaria se ha enfocado en la defensa de los derechos humanos, la justicia, el empoderamiento de las mujeres y la defensa del medio ambiente. Ha desarrollado distintos homenajes a artistas y músicos bolivianos y promocionó iniciativas legislativas relacionadas con la gestión cultural, el arte juvenil, la música urbana, la cultura, la artesanía boliviana, destacándose el desarrollo de las invasiones gráficas dentro de las instancias de la asamblea legislativa plurinacional, que fueron ferias de artesanos, músicos, artistas y emprendedores jóvenes con la finalidad de recuperar estos espacios públicos para la población particular.
Ha trabajado en el impulso de proyectos como la Ley de la Ventanilla Única de Comercio Exterior (VUCE) la cual tuvo la finalidad de simplificar procesos burocráticos en el desarrollo del comercio exterior buscando de esta forma brindar facilidades a los productores, artesanos y comerciantes del país. Ley que sería recién aplicada a través de la aduana en el año 2024.
En 2023, luego de una votación controvertida, fue expulsada de Comunidad Ciudadana y tildada de «tránsfuga». Durante este período, denunció lo que consideró una persecución política, comparando las prácticas de su partido con las de la Gestapo.
Tras las difamaciones realizadas por su propia alianza política en su contra y múltiples de autoritarismo, caudillismo y falta de democracia interna dentro de la estructura de la oficialidad de Comunidad Ciudadana, formaría parte del Bloque Dignidad, bloque parlamentario que nacería como una alternativa que busque representar de manera mas coherente las necesidades e intereses de aquellos que alguna vez votaron por Comunidad Ciudadana con una esperanza de cambio.
Tras la crisis de incendios forestales masivos que se atravesaron en Bolivia entre septiembre y octubre del 2024, Alejandra denuncio la falta de tratamiento de la abrogación de las leyes incendiarias y los paralelismos entre el discurso del gobierno y sus acciones, denominandolos como discursos pachamamistas.
Desde su entrada al parlamento, ha mantenido una postura crítica respecto a la gestión del gobierno de MAS en sus diferentes facciones y las incoherencias de la denominada oposición dentro del parlamento, abogando por una mayor transparencia y participación ciudadana.